# Socket 754

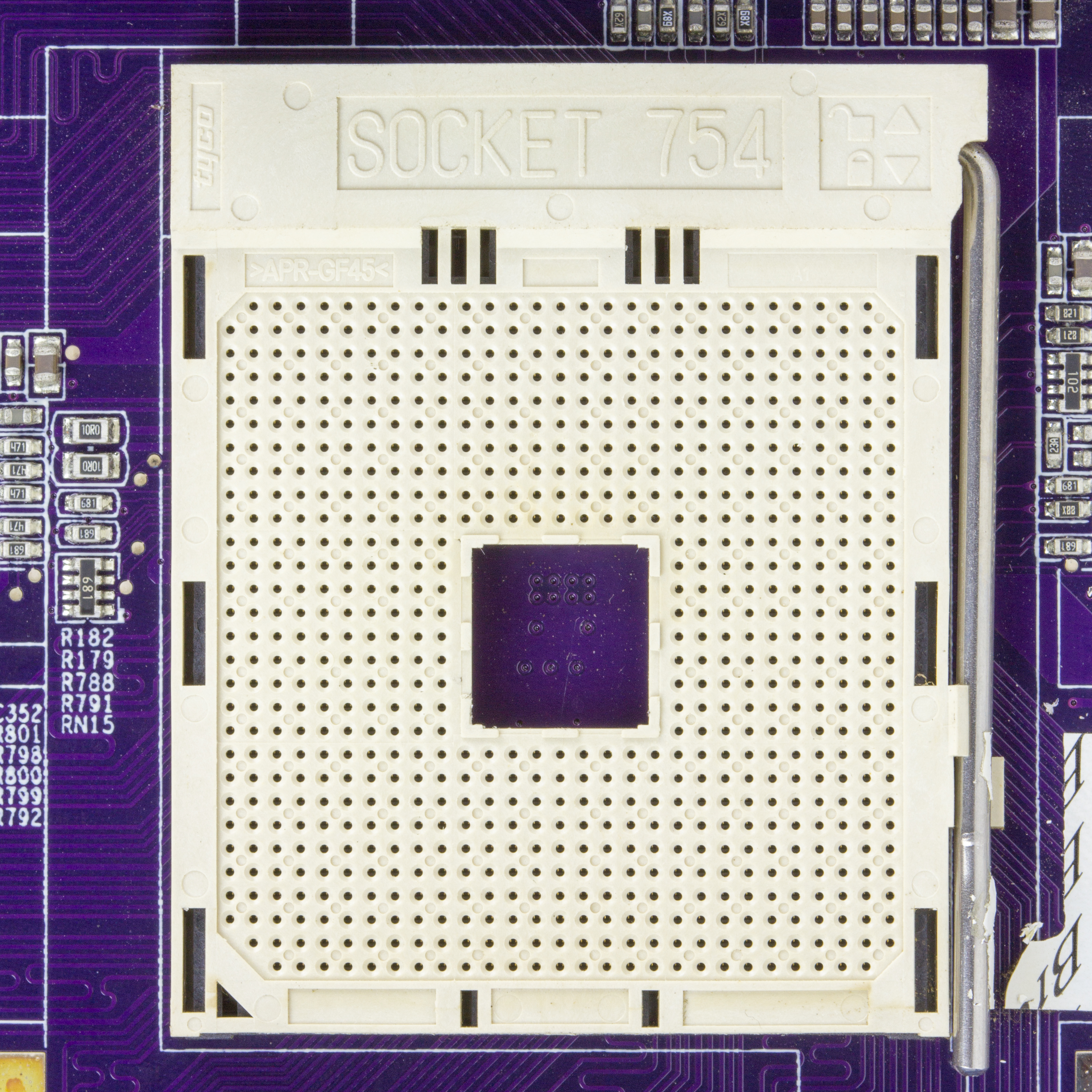
Socket 754 processzorfoglalat

A Socket 754 egy processzorfoglalat volt, amit az AMD 2003 őszén mutatott be az Athlon XP platform utódjául szolgáló 64 bites Athlon64 és Sempron processzorok (AMD64) első foglalataként. A Socket A foglalatot váltotta fel. A Socket 754 volt az Athlon 64-ek első foglalata, amely később a Socket 939 bemutatásával az alsó kategóriába szorult vissza, és a Sempron processzorok egyik foglalata lett.
Több ponton is különbözött az utódjául szolgáló Socket 939-től:
- egycsatornás memóriavezérlő, csak 64 bit széles, nincs Dual Channel opció, legfeljebb 3 DIMM
- alacsonyabb HyperTransport órajel (800 MHz, 16 bites adatút, fel és leszálló ágon)
- alacsonyabb effektív sávszélesség (9,6 GB/s)
- alacsonyabb alaplap-gyártásköltségek

Kétmagos processzorok nem készültek erre a foglalatra. A Socket 754 sokáig a felsőkategóriás mobilprocesszorok foglalataként is szolgált (soha nem készült Socket 939-es mobilprocesszor). A mobilpiacon a Socket S1 váltotta fel, ami már a kétmagos processzorokat és a DDR2-t is támogatta. 
A Socket 754 viszonylag rövid élettartamú volt, két év után teljesen kivonták a PC piacról, majd rá következő éven a notebookok piacáról is eltűnt. 